# 2021 AV7
2021 AV7とは、2021年1月15日にチリのサンペドロ・デ・アタカマで天文学者のアラン・モーリーとG. Attardによって発見された、アポロ群に属する地球近傍小惑星である。推定直径は450–1,000 m (1,480–3,280 ft)であり、潜在的に危険な小惑星とみなされている。軌道は地球の軌道の内側まで入り込む離心率の高い楕円軌道である。地球との最小交差距離は15,000 km (9,300 mi)であるが、軌道が非常に不確実であるため、今後100年間は0.2天文単位内で接近するようには見えない。

## 発見
2021 AV7は、チリのサンペドロ・デ・アタカマで天文学者のアラン・モーリーとG. Attardが2020年1月15日におおいぬ座の方角で発見された視等級が19.8の小惑星である。小惑星は、地球から0.656天文単位 (98,100,000 km; 61,000,000 mi)の距離に位置し、毎分1.15秒角移動していた。
その後、小惑星は小惑星センターのNEOCPにP11bC3Cとしてリストされた。3日間、スペースウォッチ、キットピーク国立天文台、スチュワード天文台、レモン山でフォローアップ観測を含めた様々な観測が行われた。P11bC3Cは確認され、2021年1月18日に2021 AV7として公表された。

## 軌道と分類

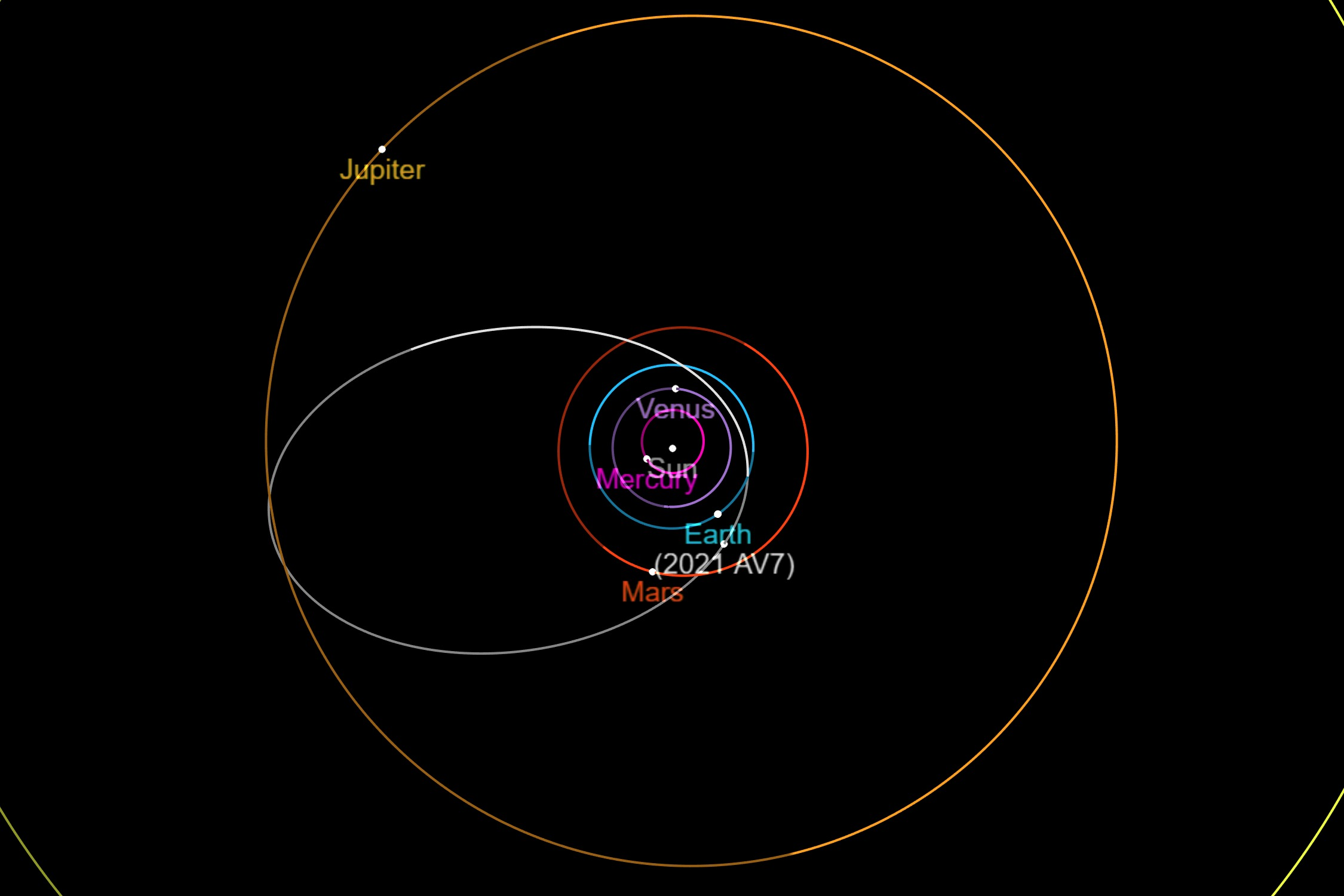
、木星、黄道極から見た内部の惑星の軌道図

わずか5日間観測されたのみであり、2021 AV7の軌道は不確定パラメータ8で非常に不確実である。長期にわたって軌道を決定するには、いくつかの衝に対する追加の観測が必要となる。
2021 AV7は平均距離3.05±0.04天文単位、公転周期5.3±0.1年で太陽の周囲を公転している。その軌道は0.71の高い離心率を持ち、黄道面に対して29°傾いている。近日点は0.9天文単位、遠日点は5.2±0.1天文単位で、地球・火星・木星の軌道と交差する。軌道長半径が1天文単位より大きく、軌道は地球の軌道と交差するため、2021 AV7はアポロ群に分類されている。地球の軌道から15,000 km (9,300 mi)の周囲に小さな最小交差距離を持っているものの、非常に不確実な軌道を考慮すれば、今後100年間は2021 AV7は0.2天文単位 (30,000,000 km; 19,000,000 mi)より近い距離で接近するようには見えない。

## 物理的特性

### 直径とアルベド
等級から直径への変換と測定された絶対等級18.84に基づいて、2021 AV7は想定される幾何アルベドがそれぞれ0.25と0.05の場合、直径は450〜1,000メートルと測定されている。